# Otmarov
Otmarov es una localidad del distrito de Brno en la región de Moravia Meridional, República Checa, con una población estimada a principio del año 2018 de 349 habitantes. 
Se encuentra ubicada en el centro-oeste de la región, cerca de la orilla del río Svratka —un afluente del río Dyje, que es afluente del Morava, el cual, a su vez, lo es del Danubio— y de la frontera con la región de Vysočina.